# Bòn bon
Bòn bon (phương ngữ miền Nam), dâu da đất (phương ngữ miền Bắc) hay lòn bon (phương ngữ Quảng Nam), danh pháp hai phần: Lansium domesticum, là loài cây ăn quả nhiệt đới thuộc họ Xoan. Bản địa bòn bon là bán đảo Mã Lai nhưng nay cây này phổ biến trồng khắp vùng Đông Nam Á và Nam Á. Cây bòn bon là dạng cây trung bình, cao khoảng 10-15 m. Hoa bòn bon lưỡng tính, màu vàng nhạt mọc thành chùm (inflorescence) hay dây (raceme). Các bạn chú ý không nên nhầm lẫn với quả dâu da.

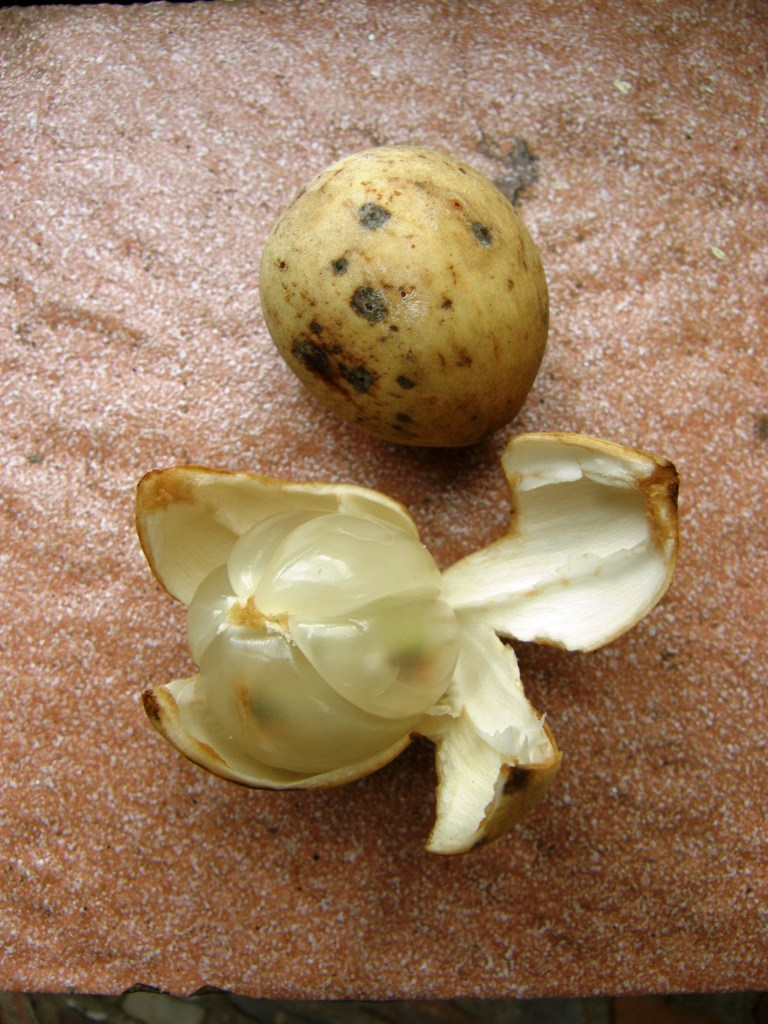
Trái bòn bon được lột vỏ

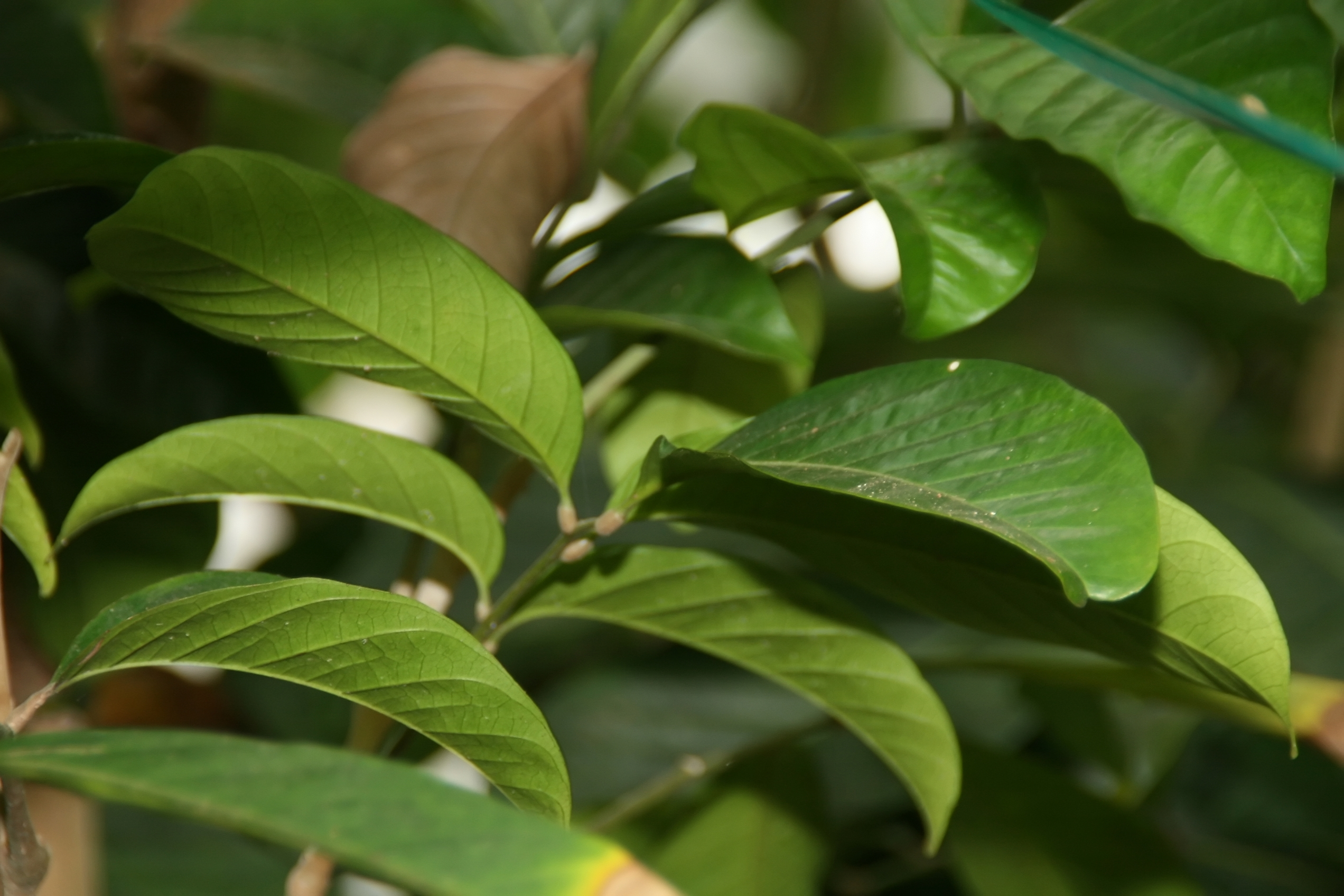
Lá bòn bon

Cây kết trái hình tròn, đường kính khoảng 5 cm, vỏ dẻo. Cơm bòn bon màu trắng đục, có khi gần như trong suốt, chia thành 5-6 múi. Mỗi múi có một hột. Vị bòn bon hơi chua, khi chín thì ngọt hơn. Hột bòn bon rất đắng, khó tách khỏi cơm nên người ăn có khi nuốt luôn cả múi để tránh nhằn hột. Bòn bon chín vào mùa hè từ tháng 5 đến tháng 10.

## Tên gọi
Bòn bon có tên gọi khác nhau ở mỗi địa phương:
- Balinese: ceruring
- Bengal: latka, bhubi
- Miến Điện: langsak, duku
- Cebu: buahan, lansones
- Anh: langsat, lanzones
- Khmer: long kong
- Indonesia: duku, langsat, kokosan
- Malay: langsat, lansa, langseh, langsep, duku
- Sinhala: gadu guda
- Philippine Spanish: lanzón (số nhiều: lanzonés)
- Tagalog: lansones, buwa-buwa
- Thái: langsad (quả vỏ mỏng), longkong (quả vỏ dày)

## Tại Việt Nam
Trái bòn bon còn có hai tên quý phái hơn do vua nhà Nguyễn ban: trái nam trân, tức "(trái) quý ở phương nam" và trái trung quân, tương truyền vì trong khi trốn tránh quân Tây Sơn, nhờ có trái bòn bon ăn cứu đói mà nhóm quân phò chúa mới cầm cự được. Ưu ái này còn được biểu hiện qua việc chạm hình bòn bon vào Nhân đỉnh, tức đỉnh thứ nhì trong Cửu Đỉnh ở sân Thế miếu trong Hoàng thành Huế. Trước năm 1854 triều đình có đặt quan trông coi việc thu hoạch bòn bon ở thượng nguồn sông Ô Gia, tỉnh Quảng Nam để tiến kinh. Ba huyện Đại Lộc, Quế Sơn và Tiên Phước nay vẫn nổi tiếng là xuất xứ bòn bon ngon và ngọt.

## Hình ảnh

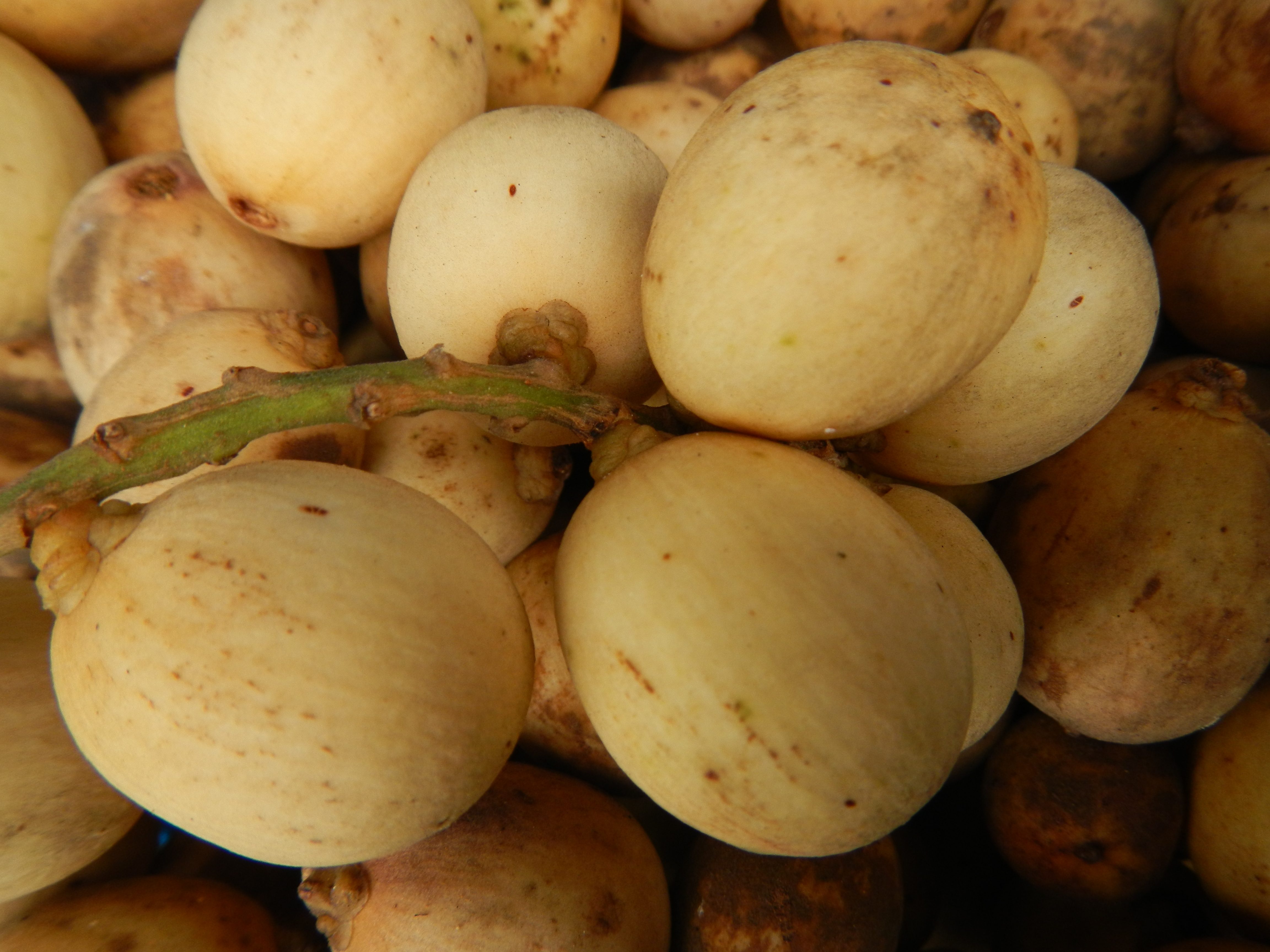
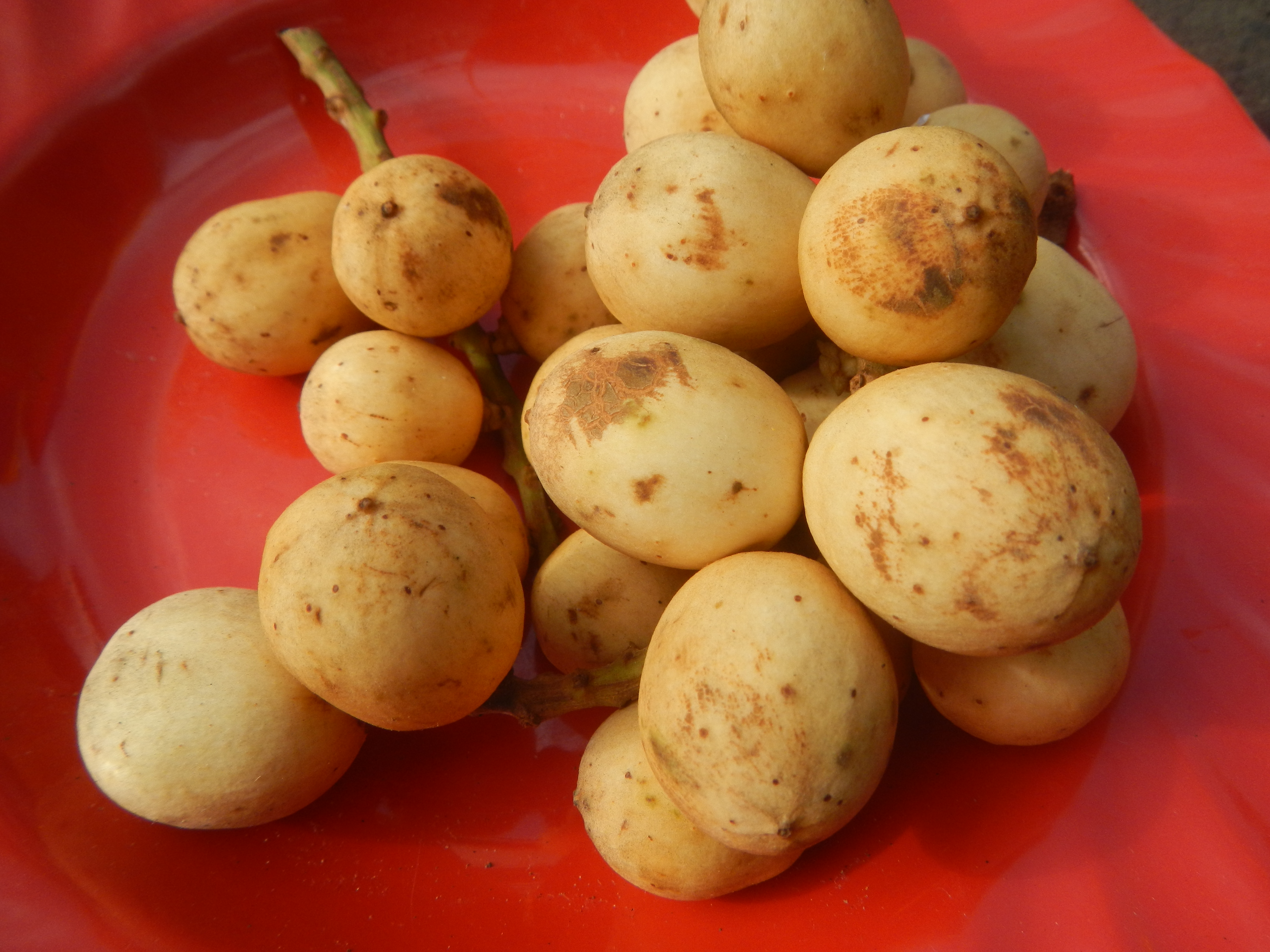